# Слобозія-Маре
Слобозі́я-Маре́ (Слободзея-Маре, Велика Слобозія, Велика Слободзея, рум. Slobozia Mare) — село в Кагульському районі Молдови, утворює окрему комуну.
Село розташоване на крайньому півдні країни. Розташоване на річці Прут та на її заплавному озері Белеу.

## Відомі люди
В селі народився Євген Гребеников — російський математик, член Молдовської академії наук.